# 두 남자 (2016년 영화)
《두 남자》는 2016년에 개봉한 대한민국의 범죄, 액션 영화이다.

## 캐스팅
- 마동석 : 송형석 역
- 민호 : 전진일 역
- 김재영 : 강성훈 역[1]
- 다은 : 최가영 역
- 이유진 : 선봉길 역
- 백수민 : 안민경 역
- 박호산 : 장 형사 역
- 김원식 : 김원식 역
- 박기덕 : 박기덕 역
- 길성섭 : 길성섭 역
- 이시유 : 형석 처 역
- 송가연 : 송지은 역
- 한성천 : 김 형사 역
- 박성일 : 박 형사 역
- 서호철 : 서 형사 역
- 김왕근 : 형사팀장 역
- 안재원 : 성훈 패거리 재원 역
- 이태규 : 성훈 패거리 태규 역
- 최영민 : 성훈 패거리 영민 역
- 이창훈 : 짱가 역
- 현봉식 : 짱가친구덩치 역
- 박정호 : 오토바이 뺏는 양아치 1 역
- 이성득 : 오토바이 뺏는 양아치 2 역
- 최수빈 : 노래방 소녀 1 역
- 김예찬 : 노래방 소녀 2 역
- 안다영 : 노래방 소녀 3 역
- 박수정 : 노래방 소녀 4 역
- 채완민 : 차 털이 골목 행인 역
- 서리나 : 롯데리아 늘씬녀 역
- 양승재 : BMW남자 역
- 김형주 : 카메라 사는 남자 역
- 엄용 : 편의점 알바생 역
- 신지연 : 모텔 아줌마 역
- 이정훈 : 궁 노래방 사장 역
- 정우민 : 노래방 진상남 역
- 김건 : 핸드폰 뺏기는 초딩 역
- 박근수 : 노래방 술취한 중년남 역
- 장선 : 간호사 1 역
- 박예림 : 간호사 2 역
- 장용철 : 진일 큰 아버지 역
- 김권후 : 카센터 직원 역
- 박현 : 교복남 역
- 강민지 : 달주차장 행인 1 역
- 모성현 : 달주차장 행인 2 역
- 양희정 : 달주차장 행인 3 역
- 어주선 : 달주차장 행인 4 역
- 이혜은 : 달주차장 행인 5 역
- 김도하 : 달주차장 경찰 1 역
- 김기현 : 달주차장 경찰 2 역

## 기타
- 후반 분장이 거의 충공깽 수준. 분명 서로 치고 박고 한 뒤인데, 입에 묻어있는 건 피가 아니라 파스타 소스처럼 보인다.